# Snejbjerg
Snejbjerg er Hernings vestlige bydel med 4.652 indbyggere (2022) beliggende ca. 4 kilometer vest for Herning Centrum. I byen ligger Snejbjerg Kirke, og området hører under Snejbjerg Sogn.
Snejbjerg er en bydel i Herning. Der er mange tilbud til enhver alder og interesse. Snejbjerg SG&I (1879) samler en stor del af de idrætlige aktivteter, gymnastik, skydning, fodbold, håndbold, badminton, tennis, motion, cykelmotion, svømning og seniorsport. Men favner også mere kulturelle og samværsbetonede aktiviteter som amatørteater og aktiv samvær. Bordtennis og spejderkreds varetages i KFUM regi.

## Etymologi
Efterleddet -bjerg betegner en forhøjning i landskabet.

## Historie
Snejbjerg var oprindeligt en landsby. Snejbjerg kan via sin kirke dateres tilbage til ca 1200. Omkring 1325 findes byen i en kirkefortegnelse, kaldet Snethbyrgh.
I 1682 bestod landsbyen af 16 gårde og 6 huse med jord. Det samlede dyrkede areal udgjorde 255,1 tønder land skyldsat til 36,04 tønder hartkorn. Dyrkningsformen var græsmarksbrug uden tægter.
Snejbjerg var indtil 1757 herredsting. (Herredstinget blev senere flyttet til Gjellerup og derfra videre til Herning). Ifølge folkemindesamleren H. P. Hansen blev den sidste henrettelse på Galjebakken i Snejbjerg foretaget den 7. marts 1735. Det var en fange, der var brudt ud af arresten i Lemvig og som havde stjålet to heste.
Snejbjerg fastholdt sit præg af landsby langt op i det 20. århundrede. En egentlig bymæssig bebyggelse opstod først efter 2. verdenskrig langs landevejen mellem Herning og Videbæk. Snejbjerg havde 464 indbyggere i 1960 og 1.000 indbyggere i 1965.
Først med moderne byplanlægning efter kommunalreformen 1970 har Snejbjerg udviklet sig først til en satellitby til Herning, men efterhånden også en integreret bydel. Længe var gennemkørende trafik tværs igennem byen en stor belastning, men denne er nu løst med en omfartsvej syd om byen.

## Faciliteter
Snejbjerg har både en idrætshal og en svømmehal. Sidstnævnte bruges flittigt til svømmeundervisning og tilbyder også offentlig åbning. Der er to skoler, Snejbjerg Skole og Engbjergskolen.

## Vej- og trafikforhold
Trafikalt er Snejbjerg godt forbundet til resten af landet. Primærrute 15 der går imod Ringkøbing og Herning går forbi her; Vejen ved Snejbjerg er en motortrafikvej og leder trafikken uden om byen, og til Vardevej ved Messecenter Herning, hvor den bliver til en motorvej (Messemotorvejen) som går mod Vejle, Holstebro, Silkeborg og Aarhus.
Vejdirektoratet har lavet en fortsættelse af Messemotorvejen (sekundærrute 502) der går vest om Snejbjerg til Sinding. Motorvejen åbnede den 28. maj 2017, og vil i fremtiden gøre at tilgængeligheden til det kommende Gødstrup Sygehus bliver kraftig forbedret.